# GM Волка
GM Волка (лат. GM Lupi), HD 133220 — двойная звезда в созвездии Волка на расстоянии приблизительно 575 световых лет (около 176 парсеков) от Солнца. Видимая звёздная величина звезды — от +6,7m до +6,38m.

## Характеристики
Первый компонент — красный гигант, пульсирующая медленная неправильная переменная звезда (LB:) спектрального класса M6III или Mb. Масса — около 0,7 солнечной, радиус — около 159,518 солнечных, светимость — около 895,229 солнечных. Эффективная температура — около 3305 K.
Второй компонент — красный карлик спектрального класса M. Масса — около 118,25 юпитерианских (0,1129 солнечной). Удалён на 1,328 а.е..